# Nāḩiyat al Qadmūs
Nāḩiyat al Qadmūs (arabiska: ناحية القدموس) är ett subdistrikt i Syrien.   Det ligger i provinsen Tartus, i den västra delen av landet, 180 km norr om huvudstaden Damaskus.
Trakten runt Nāḩiyat al Qadmūs består till största delen av jordbruksmark. Runt Nāḩiyat al Qadmūs är det tätbefolkat, med 427 invånare per kvadratkilometer.